# کیوکامبر (ویرجینیای غربی)
کیوکامبر(به انگلیسی: Cucumber) شهری در ایالت ویرجینیای غربی کشور ایالات متحده آمریکا است که جمعیت آن در سرشماری سال ۲۰۱۰ میلادی، ۹۴ نفر بوده‌است.